# Referendum niepodległościowe na Litwie
Referendum niepodległościowe na Litwie odbyło się 9 lutego 1991. 93,2% wyborców zagłosowało za niepodległością, co stanowiło 76,5% wszystkich osób z prawem wyborczym. W referendum wzięło udział więcej niż 50% uprawnionych do głosowania, przez co zostało ono uznano za wiążące. Niepodległość została ogłoszona 11 marca 1990, a uznana w sierpniu 1991.

## Wyniki
| Głos                    | Liczba głosów | %    |
| ----------------------- | ------------- | ---- |
| za                      | 2 028 339     | 93.2 |
| przeciw                 | 147 040       | 6.8  |
| głosy nieważne          | 72 431        | –    |
| Łącznie                 | 2 247 810     | 100  |
| Frekwencja              | 2 652 738     | 84.7 |
| Źródło: Nohlen & Stöver |               |      |